# Adrien Silva
Pour les articles homonymes, voir Silva.
Adrien Sébastien Perruchet da Silva, né le 15 mars 1989 à Angoulême  (Charente) est un footballeur international portugais. Il évolue au poste de milieu de terrain.

## Biographie

### Jeunesse et formation
Né d'un père portugais, Manuel da Silva, et d'une mère française, Annick Perruchet, Adrien Silva commence le football aux Girondins de Bordeaux à l'âge de 6 ans. À la suite du déménagement de ses parents, il quitte la France pour le Portugal, et évolue dans le modeste club du Arc Paço, près de Arcos de Valdevez. Six mois après son arrivée, il se fait repérer et entre en 2002 dans le prestigieux centre de formation du Sporting Clube de Portugal. Il est alors seulement âgé de 13 ans.  
Il suit ensuite toute sa formation au sein du Sporting Clube du Portugal. À cette époque, il est suivi par de nombreux clubs, notamment Chelsea, qui le contacte en 2005. Malgré de nombreuses sollicitations, Adrien décide de signer son premier contrat professionnel dans son club formateur et intègre l'équipe première en 2007. Un contrat d'une durée de cinq ans.

### Sporting Clube de Portugal

#### Débuts et prêt en Israël
En 2007, Adrien Silva effectue ses grands débuts en Ligue des champions face au Dynamo Kiev à l’âge de 18 ans avec une victoire 3-0. Quatre jours plus tard, il joue son premier match titulaire en Primeira Liga avec une victoire sur la pelouse du CS Maritimo. Il fait également ses preuves en Coupe d'Europe en inscrivant le but de la victoire le 1er octobre 2009 (son premier but en équipe pro) en match de poule face au Hertha BSC Berlin. Lors de cette première saison professionnel, il remporte la coupe du Portugal. 
Malgré des débuts réussis, la forte concurrence et son jeune âge l'oblige à trouver du temps de jeu dans un autre club. En 2010, Adrien Silva est prêté au Maccabi Haïfa d’Israël, et joue un tour préliminaire de Ligue Europa. Cependant, il ne restera  que six mois et quittera le club en janvier 2011.
Après six mois effectués en Israël, il revient au Portugal et est de nouveau prêté à l'Académica de Coimbra pour le reste de la saison. Au bout de six mois à l'Académica, le club décide de prolonger son prêt jusqu'en juin 2012, soit une saison de plus. Il enchaîne les bonnes prestation avec son club et remporte la Coupe du Portugal contre le Sporting CP, club auquel il appartient. Lors de cette finale, il sera même élu joueur de la finale.

#### Confirmation
Lors de la saison 2012/2013, et après deux prêts, Adrien Silva revient dans son club formateur. Le 5 septembre 2012, Adrien Silva prolonge son contrat avec le Sporting jusqu’en 2017, avec une clause libératoire fixée à 40 millions d'euros.
Le 13 janvier 2013, il inscrit son premier but dans le championnat portugais sous les couleurs du Sporting sur la pelouse du SC Olhanense (victoire 2 à 0 du Sporting). À la fin d'une belle saison, Adrien reçoit la distinction "Prémios Stromp" qui récompense le meilleur footballeur de l'année du Sporting Clube de Portugal. 
Le 21 octobre 2014, il inscrit un doublé face à Schalke 04, à la Veltins-Arena, en Ligue des champions mais il ne peut éviter la défaite des siens (3-4). Lors de la saison 2014-2015, il remporte la Coupe du Portugal face au SC Braga, au terme d'une rencontre indécise. Réduits à 10 dès le quart d'heure de jeu, et menés au score par 2 buts à 0, le Sporting arrive a inverser la tendance grâce à des buts de Islam Slimani (84e) et Fredy Montero (92e) en toute fin de rencontre et remporter le match lors de la séance des tirs au but. Adrien remporte alors sa troisième coupe du Portugal, la deuxième avec le Sporting.

### Leicester City
Le 31 août 2017, dernier jour du mercato estival dans la plupart des pays, il signe avec le club anglais de Leicester City. Cependant, le transfert est annulé à cause d'un retard de 14 secondes dans son enregistrement. Il signe officiellement lors du mercato hivernal quelques mois plus tard, le 1er janvier 2018, avec un transfert estimé à 29 millions d'euros. Il fait ses débuts avec le club le jour même en remplaçant Matty James en fin de match, lors de la victoire 3–0 contre Huddersfield Town en Premier League.

#### Prêt à l'AS Monaco
Peu utilisé par Claude Puel à Leicester City, il est prêté pour six mois à l'AS Monaco dans le cadre d'un échange avec Youri Tielemans.

### Sampdoria
Le 3 octobre 2020, il s'engage pour deux ans avec la Sampdoria.

### Équipe nationale
Adrien Silva fait ses débuts en sélection nationale junior à l'âge de 16 ans. Capitaine des moins de 17 ans, des moins de 18 ans, des moins de 19 ans, des moins de 20 ans et des espoirs, il est considéré comme l'un des grands espoirs du football portugais. Très apprécié par son jeu, l'ancien sélectionneur portugais Paulo Bento, le décrit comme "un milieu complet, omniprésent, infatigable, entrepreneur lors des mouvements offensifs et défensifs"[réf. nécessaire].
Il est convoqué pour la première fois dans la sélection A du Portugal le 4 septembre 2013, cependant il n'entre pas en jeu. C'est le 18 novembre 2014, à Old Trafford pour un match de gala opposant l'Argentine au Portugal, qu'Adrien fait sa première entrée en jeu sous le maillot du Portugal. Il est de nouveau convoqué dans la sélection A du Portugal le 1er juin 2015, pour une rencontre de prestige face à l'Italie (à Genève) et pour un match de qualification en marge de l'Euro 2016 face à l'Arménie. Le 2 juillet 2017, à l'occasion du match pour la 3e place de la Coupe des Confédérations 2017 se déroulant en Russie, Adrien Silva marque en prolongation sur penalty contre le Mexique et offre la troisième place du tournoi au Portugal.
Il est ensuite convoqué pour participer à la Coupe du monde 2018 en Russie. 

## Statistiques
| Saison                | Club                  | Championnat           | Championnat | Championnat | Coupe nationale | Coupe nationale | Coupe de la Ligue | Coupe de la Ligue | Supercoupe | Supercoupe | Compétition(s) continentale(s) | Compétition(s) continentale(s) | Compétition(s) continentale(s) | Portugal | Portugal | Total | Total |
| Saison                | Club                  | Division              | M.          | B.          | M.              | B.              | M.                | B.                | M.         | B.         | Comp.                          | M.                             | B.                             | M.       | B.       | M.    | B.    |
| 2007-2008             | Sporting CP           | Primeira Liga         | 7           | 0           | 3               | 0               | 2                 | 0                 | -          | -          | C1+C3                          | 1+2                            | 0                              | -        | -        | 15    | 0     |
| 2008-2009             | Sporting CP           | Primeira Liga         | 13          | 0           | -               | -               | 4                 | 0                 | -          | -          | C1                             | 2                              | 0                              | -        | -        | 19    | 0     |
| 2009-2010             | Sporting CP           | Primeira Liga         | 13          | 0           | 3               | 0               | 4                 | 0                 | -          | -          | C3                             | 4                              | 1                              | -        | -        | 24    | 1     |
| 2012-2013             | Sporting CP           | Primeira Liga         | 19          | 3           | 1               | 0               | 2                 | 0                 | -          | -          | C3                             | 4                              | 0                              | -        | -        | 26    | 3     |
| 2013-2014             | Sporting CP           | Primeira Liga         | 28          | 8           | 2               | 0               | 3                 | 1                 | -          | -          | -                              | -                              | -                              | -        | -        | 33    | 9     |
| 2014-2015             | Sporting CP           | Primeira Liga         | 30          | 8           | 4               | 0               | -                 | -                 | -          | -          | C1+C3                          | 6+2                            | 2+0                            | 4        | 0        | 46    | 10    |
| 2015-2016             | Sporting CP           | Primeira Liga         | 29          | 8           | 2               | 1               | 1                 | 0                 | 1          | 0          | C1+C3                          | 2+6                            | 0                              | 9        | 0        | 50    | 9     |
| 2016-2017             | Sporting CP           | Primeira Liga         | 27          | 4           | 3               | 1               | 1                 | 0                 | -          | -          | C1                             | 5                              | 1                              | 7        | 1        | 43    | 7     |
| 2017-2018             | Sporting CP           | Primeira Liga         | 3           | 1           | -               | -               | -                 | -                 | -          | -          | C1                             | 2                              | 0                              | -        | -        | 5     | 1     |
| Sous-total            | Sous-total            | Sous-total            | 169         | 32          | 18              | 2               | 17                | 1                 | 1          | 0          | -                              | 36                             | 4                              | 20       | 1        | 261   | 40    |
| 2010-2011             | Maccabi Haïfa (prêt)  | Ligat HaAl            | 6           | 0           | 6               | 0               | -                 | -                 | -          | -          | C3                             | 2                              | 0                              | -        | -        | 14    | 0     |
| Sous-total            | Sous-total            | Sous-total            | 6           | 0           | 6               | 0               | -                 | -                 | -          | -          | -                              | 2                              | 0                              | -        | -        | 14    | 0     |
| 2010-2011             | Academica (prêt)      | Primeira Liga         | 6           | 1           | 2               | 0               | -                 | -                 | -          | -          | -                              | -                              | -                              | -        | -        | 8     | 1     |
| 2011-2012             | Academica (prêt)      | Primeira Liga         | 28          | 4           | 7               | 3               | 2                 | 1                 | -          | -          | -                              | -                              | -                              | -        | -        | 37    | 8     |
| Sous-total            | Sous-total            | Sous-total            | 34          | 5           | 9               | 3               | 2                 | 1                 | -          | -          | -                              | -                              | -                              | -        | -        | 45    | 9     |
| 2017-2018             | Leicester City        | Premier League        | 12          | 0           | 4               | 0               | -                 | -                 | -          | -          | -                              | -                              | -                              | 6        | 0        | 22    | 0     |
| 2018-2019             | Leicester City        | Premier League        | 2           | 0           | -               | -               | 3                 | 0                 | -          | -          | -                              | -                              | -                              | -        | -        | 5     | 0     |
| Sous-total            | Sous-total            | Sous-total            | 14          | 0           | 4               | 0               | 3                 | 0                 | -          | -          | -                              | -                              | -                              | 6        | 0        | 27    | 0     |
| 2018-2019             | AS Monaco (prêt)      | Ligue 1               | 15          | 0           | -               | -               | -                 | -                 | -          | -          | -                              | -                              | -                              | -        | -        | 15    | 0     |
| 2019-2020             | AS Monaco (prêt)      | Ligue 1               | 22          | 0           | 2               | 0               | 1                 | 0                 | -          | -          | -                              | -                              | -                              | -        | -        | 25    | 0     |
| Sous-total            | Sous-total            | Sous-total            | 37          | 0           | 2               | 0               | 1                 | 0                 | -          | -          | -                              | -                              | -                              | -        | -        | 40    | 0     |
| 2020-2021             | UC Sampdoria          | Serie A               | 24          | 1           | 2               | 0               | -                 | -                 | -          | -          | -                              | -                              | -                              | -        | -        | 26    | 1     |
| 2021-2022             | UC Sampdoria          | Serie A               | 10          | 0           | 0               | 0               | -                 | -                 | -          | -          | -                              | -                              | -                              | -        | -        | 10    | 0     |
| Sous-total            | Sous-total            | Sous-total            | 34          | 1           | 2               | 0               | -                 | -                 | -          | -          | -                              | -                              | -                              | -        | -        | 36    | 1     |
| Total sur la carrière | Total sur la carrière | Total sur la carrière | 294         | 38          | 41              | 5               | 23                | 2                 | 1          | 0          | -                              | 38                             | 4                              | 26       | 1        | 423   | 50    |

### Liste des matches internationaux
| Matches internationaux d'Adrien Silva | Matches internationaux d'Adrien Silva | Matches internationaux d'Adrien Silva              | Matches internationaux d'Adrien Silva | Matches internationaux d'Adrien Silva | Matches internationaux d'Adrien Silva | Matches internationaux d'Adrien Silva                               |
|                                       | Date                                  | Lieu                                               | Adversaire                            | Résultat                              | Compétition                           | Notes                                                               |
| ------------------------------------- | ------------------------------------- | -------------------------------------------------- | ------------------------------------- | ------------------------------------- | ------------------------------------- | ------------------------------------------------------------------- |
| 1.                                    | 18 novembre 2014                      | Old Trafford, Manchester, Royaume-Uni              | Argentine                             | 0 - 1                                 | Match amical                          | Entre en jeu à la place de André Gomes à la 66e minute de jeu.      |
| 2.                                    | 31 mars 2015                          | Stade António Coimbra da Mota, Estoril, Portugal   | Cap-Vert                              | 0 - 2                                 | Match amical                          | Titulaire et remplacé par Pizzi à la 65e minute de jeu.             |
| 3.                                    | 13 juin 2015                          | Stade Républicain Vazgen-Sargsian, Erevan, Arménie | Arménie                               | 2 - 3                                 | Éliminatoires Euro 2016               | Entre en jeu à la place de Fábio Coentrão à la 73e minute de jeu.   |
| 4.                                    | 16 juin 2015                          | Stade de Genève, Genève, Suisse                    | Italie                                | 0 - 1                                 | Match amical                          | Entre en jeu à la place de Tiago à la 46e minute de jeu.            |
| 5.                                    | 4 septembre 2015                      | Estádio José Alvalade XXI, Lisbonne, Portugal      | France                                | 0 - 1                                 | Match amical                          | Titulaire et remplacé par Miguel Veloso à la 61e minute de jeu.     |
| 6.                                    | 25 mars 2016                          | Stade Dr. Magalhães Pessoa, Leiria, Portugal       | Bulgarie                              | 0 - 1                                 | Match amical                          | Titulaire et remplacé par Danny à la 65e minute de jeu.             |
| 7.                                    | 29 mars 2016                          | Stade Dr. Magalhães Pessoa, Porto, Portugal        | Belgique                              | 2 - 1                                 | Match amical                          | Titulaire et remplacé par Renato Sanches à la 46e minute de jeu.    |
| 8.                                    | 29 mai 2016                           | Stade du Dragon, Porto, Portugal                   | Norvège                               | 3 - 0                                 | Match amical                          | Entre en jeu à la place de João Moutinho à la 55e minute de jeu.    |
| 9.                                    | 2 juin 2016                           | Stade de Wembley, Londres, Royaume-Uni             | Angleterre                            | 1 - 0                                 | Match amical                          | Titulaire et remplacé par Renato Sanches à la 72e minute de jeu.    |
| 10.                                   | 25 juin 2016                          | Stade Bollaert-Delelis, Lens, France               | Croatie                               | 0 - 1 a.p.                            | Euro 2016                             | Titulaire et remplacé par Danilo à la 108e minute de jeu.           |
| 11.                                   | 30 juin 2016                          | Stade Vélodrome, Marseille, France                 | Pologne                               | 1 - 1 (3 tab à 5)                     | Euro 2016                             | Titulaire et remplacé par João Moutinho à la 74e minute de jeu.     |
| 12.                                   | 30 juin 2016                          | Parc Olympique lyonnais, Décines-Charpieu, France  | Pays de Galles                        | 2 - 0                                 | Euro 2016                             | Titulaire et remplacé par João Moutinho à la 79e minute de jeu.     |
| 13.                                   | 10 juillet 2016                       | Stade de France, Saint-Denis, France               | France                                | 0 - 1 a.p.                            | Euro 2016                             | Titulaire et remplacé par João Moutinho à la 66e minute de jeu.     |
| 14.                                   | 1er septembre 2016                    | Stade de Bessa XXI, Porto, Portugal                | Gibraltar                             | 5 - 0                                 | Match amical                          | Entre en jeu à la place de William Carvalho à la 46e minute de jeu. |
| 15.                                   | 6 septembre 2016                      | Parc Saint-Jacques, Bâle, Suisse                   | Suisse                                | 2 - 0                                 | Éliminatoires Coupe du monde 2018     | Titulaire.                                                          |
| 16.                                   | 3 juin 2017                           | Stade António Coimbra da Mota, Estoril, Portugal   | Chypre                                | 4 - 0                                 | Match amical                          | Entre en jeu à la place de João Moutinho à la 46e minute de jeu.    |
| 17.                                   | 18 juin 2017                          | Kazan Arena, Kazan, Russie                         | Mexique                               | 2 - 2                                 | Coupe des confédérations 2017         | Entre en jeu à la place de João Moutinho à la 58e minute de jeu.    |
| 18.                                   | 21 juin 2017                          | Otkrytie Arena, Moscou, Russie                     | Russie                                | 0 - 1                                 | Coupe des confédérations 2017         | Titulaire et remplacé par Danilo à la 82e minute de jeu.            |
| 19.                                   | 28 juin 2017                          | Kazan Arena, Kazan, Russie                         | Chili                                 | 0 - 0 (0 tab à 3)                     | Coupe des confédérations 2017         | Titulaire et remplacé par João Moutinho à la 102e minute de jeu.    |
| 20.                                   | 2 juillet 2017                        | Otkrytie Arena, Moscou, Russie                     | Mexique                               | 2 - 1 a.p.                            | Coupe des confédérations 2017         | Entre en jeu à la place de João Moutinho à la 82e minute de jeu.    |
| 21.                                   | 26 mars 2018                          | Stade de Genève, Genève, Suisse                    | Pays-Bas                              | 0 - 3                                 | Match amical                          | Titulaire et remplacé par Gonçalo Guedes à la 46e minute de jeu.    |
| 22.                                   | 28 mai 2018                           | Stade municipal de Braga, Braga, Portugal          | Tunisie                               | 2 - 2                                 | Match amical                          | Titulaire et remplacé par Manuel Fernandes à la 63e minute de jeu.  |
| 23.                                   | 7 juin 2018                           | Stade de Luz, Lisbonne, Portugal                   | Algérie                               | 3 - 0                                 | Match amical                          | Entre en jeu à la place de Bernardo Silva à la 74e minute de jeu.   |
| 24.                                   | 20 juin 2018                          | Stade Loujniki, Moscou, Russie                     | Maroc                                 | 1 - 0                                 | Coupe du monde 2018                   | Entre en jeu à la place de João Moutinho à la 89e minute de jeu.    |
| 25.                                   | 25 juin 2018                          | Mordovia Arena, Saransk, Russie                    | Iran                                  | 1 - 1                                 | Coupe du monde 2018                   | Titulaire.                                                          |
| 26.                                   | 30 juin 2018                          | Stade olympique Ficht, Sotchi, Russie              | Uruguay                               | 2 - 1                                 | Coupe du monde 2018                   | Titulaire et remplacé par Ricardo Quaresma à la 65e minute de jeu.  |

#### But international
| But en sélection d'Adrien Silva | But en sélection d'Adrien Silva | But en sélection d'Adrien Silva | But en sélection d'Adrien Silva | But en sélection d'Adrien Silva | But en sélection d'Adrien Silva | But en sélection d'Adrien Silva |
|                                 | Date                            | Lieu                            | Adversaire                      | Score                           | Résultat                        | Compétition                     |
| ------------------------------- | ------------------------------- | ------------------------------- | ------------------------------- | ------------------------------- | ------------------------------- | ------------------------------- |
| 1.                              | 2 juillet 2017                  | Otkrytie Arena, Moscou, Russie  | Mexique                         | 2 - 1                           | 2 - 1 a.p.                      | Coupe des confédérations 2017   |

## Palmarès

### En club
Sporting CP
- Vainqueur de la Coupe du Portugal en 2008 et 2015
- Vainqueur de la Supercoupe du Portugal en 2015
- Finaliste de la Coupe de la Ligue portugaise en 2008 et 2009
- Vainqueur de la coupe de la ligue portugaise 2017

 Académica de Coimbra
- Vainqueur de la Coupe du Portugal en 2012

 Maccabi Haïfa
- Vainqueur du Championnat d'Israël en 2011

### En sélection
Portugal
- Vainqueur de l'Euro en 2016
- Coupe des confédérations
  - Troisième : 2017